# Aveiro (Portogallo)
Aveiro (pron. aˈvɐiɾu) è un comune portoghese di 77 916 abitanti, capoluogo dell'omonimo distretto.
La città è situata nell'ovest del Portogallo e si affaccia sulla Ría de Aveiro, collegata all'Oceano Atlantico. Suddiviso in 10 freguesias, è un comune con discontinuità territoriali, visto che comprende alcune isole dove da secoli esistono delle importanti saline e una notevole attività di estrazione del sale.
Viene spesso definita la "Venezia portoghese" per i numerosi canali che l'attraversano e per le caratteristiche imbarcazioni di legno ivi utilizzate, simili a gondole, chiamate moliceiros.

## Storia
Il nome di Aveiro appare per la prima volta il 26 gennaio 959 nella donazione testamentaria della contessa Mumadona Dias al monastero di Guimarães: Suis terras in Alauario et Salinas.
La cittadina si è sviluppata inizialmente intorno alla chiesa principale, la Chiesa di San Michele, situata dove oggi è la Piazza della Repubblica, dopo che la chiesa stessa fu demolita nel 1835.
Nel XIV secolo Giovanni I del Portogallo, consigliato dal figlio Infante Don Pietro, la fece circondare da una muraglia che fu anch'essa demolita nel XIX secolo, riutilizzandone le pietre per costruire il porto.
Nel 1434 Edoardo del Portogallo concesse alla cittadina il privilegio di avere una fiera libera annuale che è arrivata ai nostri giorni ed è conosciuta come "Fiera di marzo".
Nel 1472 la figlia di Alfonso V di Portogallo arrivò in città ed entrò nel convento di Gesù dove sarebbe morta il 12 maggio 1490, data ricordata oggi nel giorno della Festa Comunale; la permanenza della figlia del Re ebbe ripercussioni importanti per Aveiro, favorendo il suo sviluppo.
Il primo documento riportante l'autorizzazione data dal re ad Aveiro per passare dal rango di villaggio a quello di comune, datata 4 agosto 1515, si trova ancor oggi archiviato nel Livro de Leituras Novas de Forais da Estremadura.
La magnifica posizione geografica ha propiziato l'insediamento urbano, con la produzione di sale, pesca e commercio marittimo, fattori determinanti di sviluppo economico per la popolazione.
Tra i secoli XVI e XVII l'instabilità del passaggio tra la Ría (laguna parallela al mare di 45 km di lunghezza e 11 km di larghezza, utilizzata soprattutto per la produzione del sale) e il mare, dovuta all'accumulazione di sedimenti, ha portato alla chiusura del canale impedendo l'utilizzazione del porto e creando condizioni insalubri, dovute alla stagnazione delle acque della laguna, cosa che provocò una grande riduzione nel numero di abitanti; molti emigrarono, creando altri insediamenti di pescatori sulla costa, provocando di conseguenza una grande crisi economica e sociale per Aveiro. Curiosamente è stato durante questo periodo che fu costruita una delle chiese più degne di nota in città, la "Chiesa della Misericordia".
Nel 1759 Giuseppe I di Portogallo nominò Aveiro città pochi mesi dopo aver condannato al rogo il suo ultimo duca, titolo creato nel 1547 da Giovanni III del Portogallo.
Nel 1774, su richiesta di Giuseppe I, Papa Clemente XIV istituì una nuova diocesi con sede nella città.
Nel XIX secolo gli abitanti della città parteciparono alle Lotte di Liberazione guidati da José Estêvão Coelho de Magalhães, membro del parlamento che s'impegnò per accrescere l'importanza del porto, e nello sviluppo dei trasporti, specialmente per quanto riguarda il passaggio della linea ferroviaria Lisbona-Porto, d'importanza notevole per lo sviluppo della città, che oggi occupa una posizione prominente nel contesto economico nazionale.
La sua è una delle università più importanti e frequentate della nazione.

## Società

### Evoluzione demografica
| Popolazione di Aveiro (1801 – 2006) | Popolazione di Aveiro (1801 – 2006) | Popolazione di Aveiro (1801 – 2006) | Popolazione di Aveiro (1801 – 2006) | Popolazione di Aveiro (1801 – 2006) | Popolazione di Aveiro (1801 – 2006) | Popolazione di Aveiro (1801 – 2006) | Popolazione di Aveiro (1801 – 2006) | Popolazione di Aveiro (1801 – 2006) | Popolazione di Aveiro (1801 – 2006) |
| ----------------------------------- | ----------------------------------- | ----------------------------------- | ----------------------------------- | ----------------------------------- | ----------------------------------- | ----------------------------------- | ----------------------------------- | ----------------------------------- | ----------------------------------- |
| 1801                                | 1849                                | 1900                                | 1930                                | 1960                                | 1981                                | 1991                                | 2001                                | 2004                                | 2006                                |
| 14144                               | 10780                               | 24919                               | 31644                               | 46055                               | 60284                               | 66444                               | 73335                               | 73626                               | 73559                               |

## Freguesias
- Aradas
- Cacia
- Eixo e Eirol
- Esgueira
- Glória e Vera Cruz
- Oliveirinha

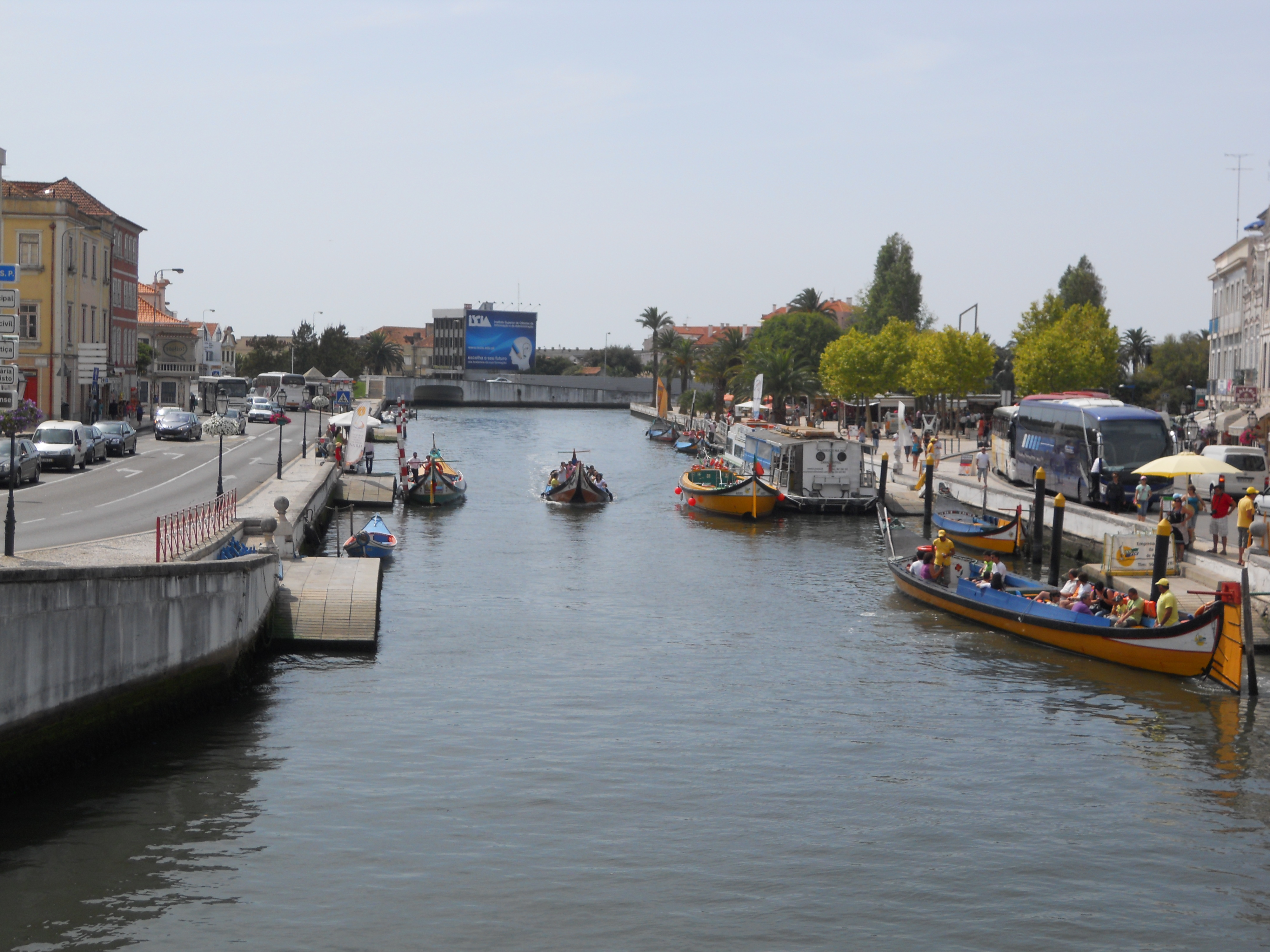
Canale di Aveiro

- Requeixo, Nossa Senhora de Fátima e Nariz
- Santa Joana
- São Bernardo
- São Jacinto

## Amministrazione

### Gemellaggi
- Arcachon
- Forlì
- Ōita
- Pelotas
- Venezia
- Recife

## Sport

### Calcio
La squadra principale è lo Sport Clube Beira-Mar.
Lo Stadio comunale di Aveiro è stata una delle sedi in cui si è svolto il Campionato europeo di calcio 2004.

## Galleria d'immagini

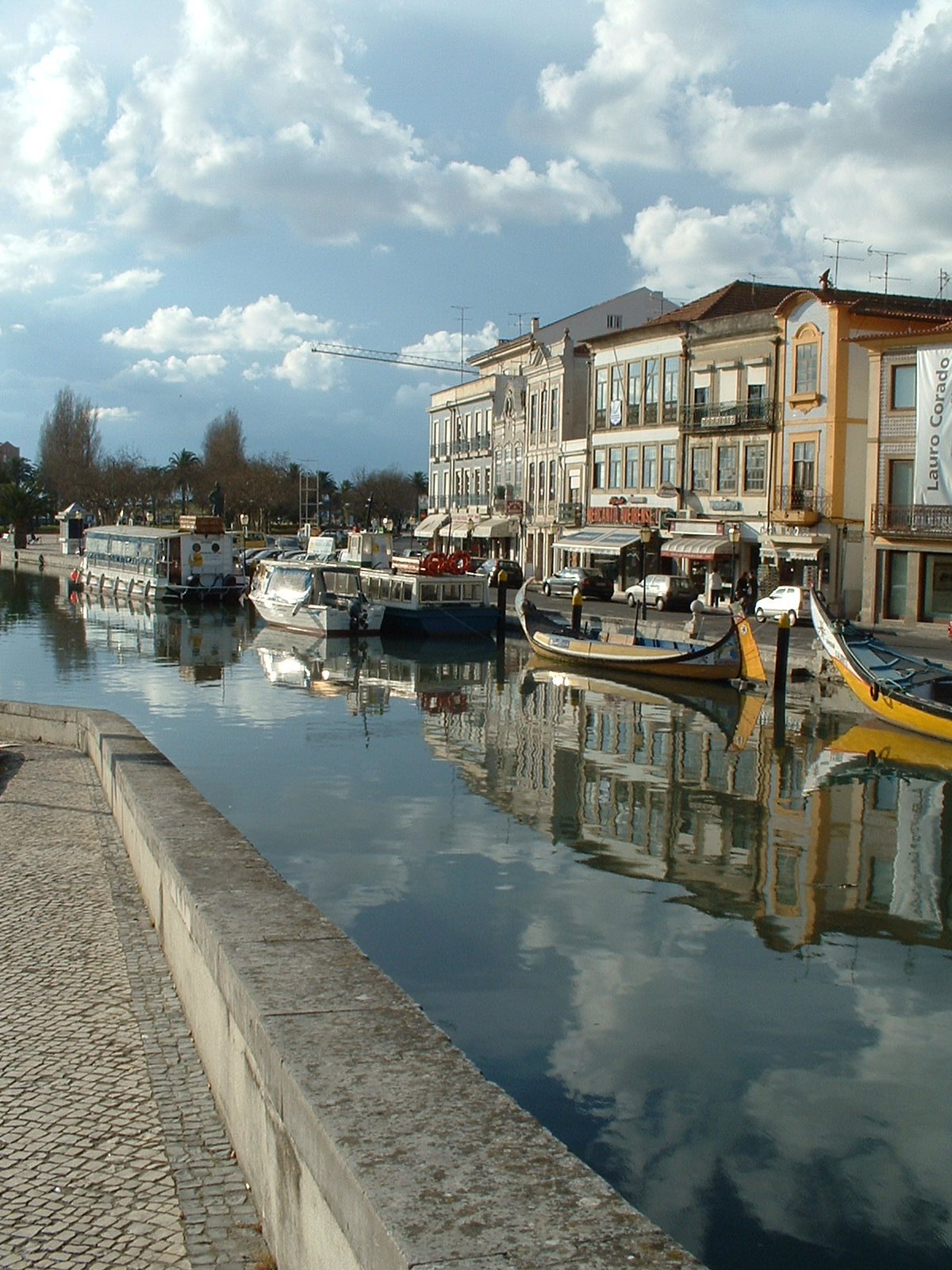
Un canale di Aveiro
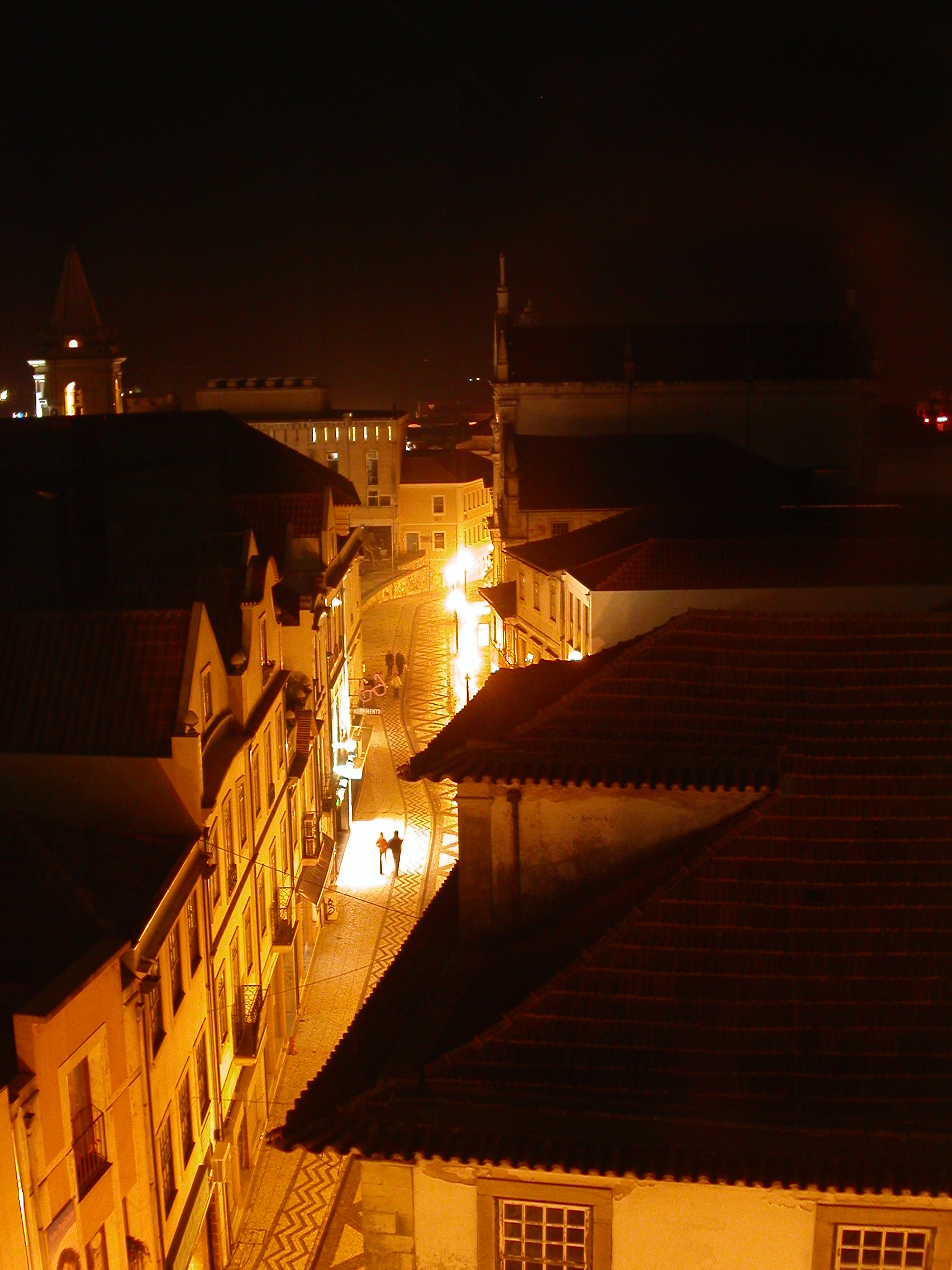
Aveiro di notte
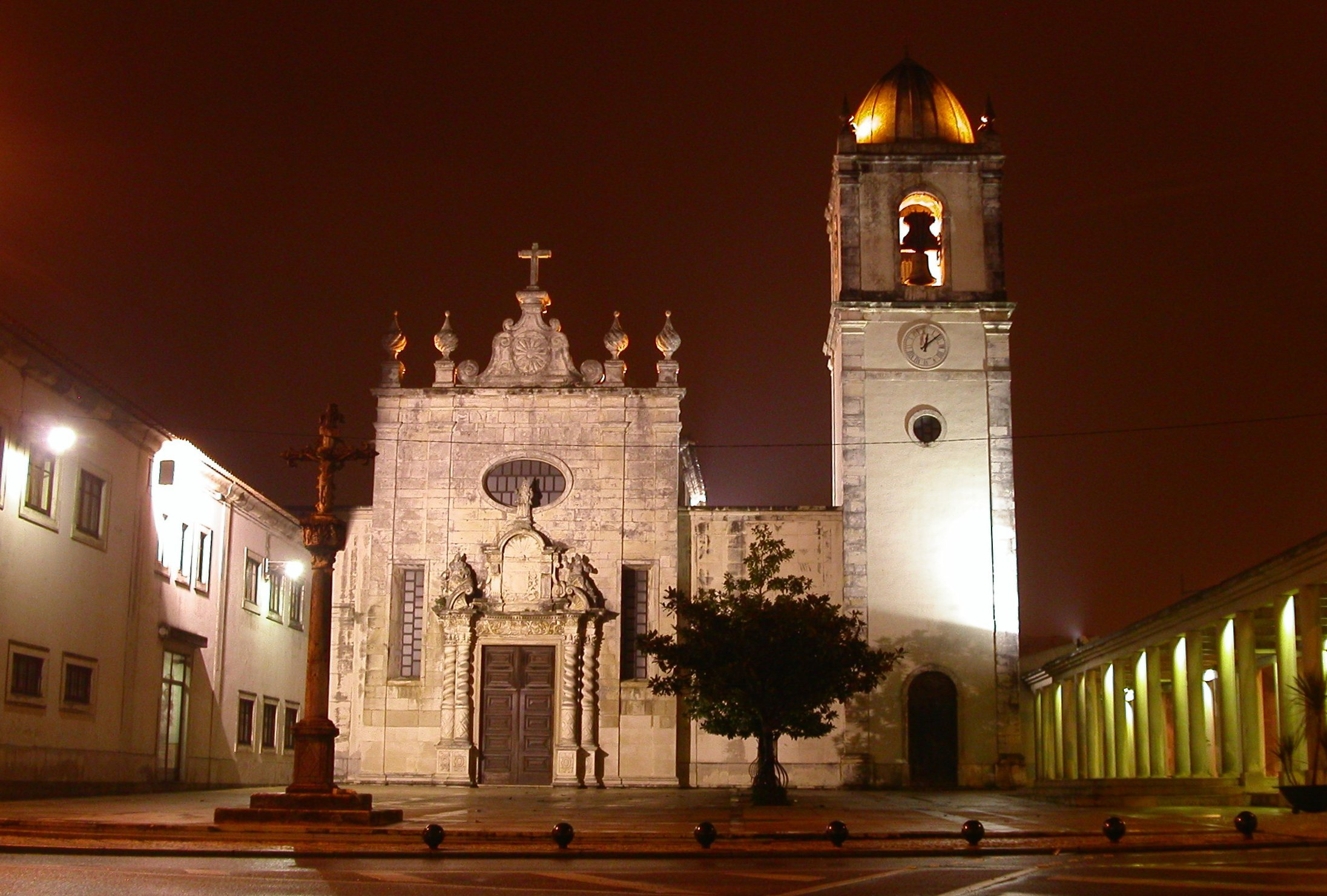
Cattedrale di Aveiro